# Biblat
Bibliografía Latinoamericana (BIBLAT) es el conjunto de bases de datos y servicios de información basados en revistas científicas de América Latina y el Caribe que ha venido produciendo la Universidad Nacional Autónoma de México (UNAM) desde la década de los setenta. 

Actualmente, la Bibliografía latinoamericana está compuesta por las siguientes bases de datos: CLASE (Citas Latinoamericanas en Ciencias Sociales y Humanidades); PERIÓDICA (Índice de Revistas Latinoamericanas en Ciencias); Latindex (Sistema Regional de Información en Línea para Revistas Científicas de América Latina, el Caribe, España y Portugal).

Estas bases de datos fueron creadas por un grupo de profesionales de la información, quienes identificaron la necesidad de registrar, resguardar y dar acceso al conocimiento latinoamericano publicado en las principales revistas de la región. Dentro de la UNAM, la institución impulsora de estas bases de datos latinoamericanas fue el Centro de Información Científica y Humanística (CICH) creado en 1971.

Por el tamaño de su colección de revistas latinoamericanas, por la cantidad de registros recopilados y por la duración y consistencia del proyecto, la Bibliografía latinoamericana producida en la UNAM constituye uno de los más valiosos acervos para los estudiosos del ámbito latinoamericano y de su problemática.

## Productos
Disponibles de manera gratuita a través del sitio web de la Dirección General de Bibliotecas de la UNAM  :

### CLASE (Citas Latinoamericanas en Ciencias Sociales y Humanidades)
Base de datos bibliográfica, con más de 275,000 registros, de los cuales cerca de 12,000 cuentan con resúmenes y enlaces al texto completo de los documentos. Incluye más de 1,400 revistas especializadas en ciencias sociales, humanidades y artes, de más de 20 países de América Latina y el Caribe. Los artículos originales están disponibles a través del servicio de suministro de documentos de la Hemeroteca Latinoamericana de la DGB. Enlace directo: 

### PERIÓDICA (Índice de Revistas Latinoamericanas en Ciencias)
Base de datos bibliográfica con más de 273,000 registros, de los cuales cerca de 15,000 cuentan con resúmenes y enlaces al texto completo de los documentos. La base incluye más de 1,500 revistas especializadas en ciencia y tecnología, de más de 20 países de América Latina y el Caribe. Los artículos originales están disponibles a través del servicio de suministro de documentos de la Hemeroteca latinoamericana de la DGB. Enlace directo: 

### Latindex
El Sistema Regional de Información en Línea para Revistas Científicas de América Latina, el Caribe, España y Portugal ofrece, a través del trabajo colaborativo, tres bases de datos: Directorio con más de 16.600 registros; Catálogo, con más de 3.000 revistas seleccionadas y un Índice de Enlaces a Revistas Electrónicas con cerca de 2600 enlaces a revistas disponibles en texto completo. Enlace directo.lo más importante es como citar texto ala hora de comparar los cambios

### ASFA (Aquatic Sciences and Fisheries Abstracts)
Base de datos bibliográfica internacional sobre ciencias acuáticas y pesca, tecnología y administración de los recursos y ambientes marinos de aguas salobres y de agua dulce, incluidos sus aspectos socioeconómicos y jurídicos. Ofrece resúmenes de artículos publicados en unas 7,000 publicaciones periódicas, además de tesis, monografías y demás literatura no convencional. La contribución relativa a las revistas mexicanas es producida en el Departamento de Bibliografía latinoamericana desde 1981.

### SciELO México. Scientific Electronic Library Online
Hemeroteca virtual de libre acceso que incluye el núcleo de publicaciones académicas más reconocidas del país en todas las áreas del conocimiento, previamente seleccionadas de acuerdo con criterios tanto de evaluación de contenidos como de calidad editorial. Actualmente da acceso al texto completo de más de 2500 artículos provenientes de 23 revistas académicas mexicanas. Enlace directo: 

En sus más de 30 años de existencia, se produjeron otras bases de datos como BLAT (Bibliografía latinoamericana I y II), con información, recopilada a partir de fuentes internacionales, de documentos de autores e instituciones latinoamericanos, o bien cuyo objeto de estudio fuese referido a la región. Dejó de producirse en 1997. MEXINV, como un subconjunto de CLASE, ofrecía registros bibliográficos de documentos relativos a México. Dejó de producirse en la década de los noventa.

## Institución
Las bases de datos que conforman la Bibliografía latinoamericana son elaboradas actualmente en el Departamento de Bibliografía latinoamericana, Subdirección de Servicios de Información Especializada de la Dirección General de Bibliotecas  (DGB) de la Universidad Nacional Autónoma de México (UNAM). Las bases de datos fueron creadas en el Centro de Información Científica y Humanística (CICH). Desde la incorporación del CICH a la Dirección General de Bibliotecas de la UNAM, ésta dependencia funge como editora responsable.